# Блох, Макс
Макс Блох (нем. Max Bloch; ум. 19 августа 1930, Дюссельдорф) — немецкий оперный певец (тенор) еврейского происхождения.
Родился в Кёльне, учился у своего отца, затем у берлинского педагога госпожи Покаль. Дебютировал в 1910 году на сцене старой берлинской Комише опер, затем в 1911—1912 гг. пел в недолго просуществовавшей Опере курфюрстов, в 1912 году был приглашён в новосозданный Немецкий дом оперы, на сцене которого выступал два сезона. В 1914 году отправился в Нью-Йорк, где 20 ноября дебютировал на сцене Метрополитен-опера в небольшой партии Дворецкого Фаниналей в опере Рихарда Штрауса «Кавалер розы». Оставался связан с Метрополитен до конца жизни, появившись в её постановках 435 раз, в том числе в мировых премьерах опер «Мадам Сан-Жен» Умберто Джордано (1915, барабанщик Винагр), «Гойески» Энрике Гранадоса (1916, уличный певец), «Кентерберийские пилигримы» Реджинальда де Ковена (1917, монах), «Королевский горбун» Димса Тейлора (1927, виночерпий Хвита). Ключевыми для Блоха были партии вагнеровского репертуара — в частности, Давид в «Нюрнбергских мейстерзингерах» и Миме в «Зигфриде». В сезоне 1926—1927 гг. пел также в театре «Колон» в Буэнос-Айресе. В целом Блох обычно выступал в небольших ролях комического рисунка, в том числе из-за небольшого роста, но, тем не менее, иной раз привлекал к себе внимание публики.
Оставил сравнительно многочисленные записи, как оперных арий, так и песен, — часть их сделана под псевдонимом Марио Брефелли (итал. Mario Brefelli). Летние месяцы обычно проводил в Германии, где внезапно и умер. После смерти Блоха ему на смену был приглашён в Метрополитен Ханс Клеменс.